# Märta och Hjalmar Söderberg
Märta och Hjalmar Söderberg – en äktenskapskatastrof är en bok som författats av Johan Cullberg och Björn Sahlin och som publicerades av Natur & Kultur 2014. Boken ingår i Söderbergsällskapets skriftserie. I denna skildring lyfts ödet hos Märta Söderberg, som var Hjalmar Söderbergs första hustru, och boken kastar ljus över samhällsbrister, som ledde till de prövningar hon ställdes inför.
Den ger dessutom en mer nyanserad bild av författaren Hjalmar Söderberg, som ofta associeras med sin kärlekshistoria med Maria von Platen, vilket Yvonne Teiffel uppmärksammat.